# Alberto Guani Amarilla
Alberto Antonio Guani Amarilla (* 9. April 1959 in Asunción, Paraguay) ist ein uruguayischer Diplomat.
Alberto Guani Amarilla studierte Internationale Beziehungen und schloss sein Studium in Uruguay 1987 erfolgreich ab. Ab März 1989 nahm er in Ost-Berlin seine erste Anstellung außerhalb Uruguays im auswärtigen Dienst wahr. Später war er Chef des Protokolls im uruguayischen Außenministerium. Sodann hatte er die Funktion des Generalkonsuls in Rio de Janeiro inne. Ab 2012 war er Botschafter Uruguays in Deutschland. Zur Entgegennahme des Beglaubigungsschreibens empfing ihn Bundespräsident Joachim Gauck am 11. Juli 2012. Seit 2024 ist er Botschafter Uruguays in Indien.